# Резолюция Совета Безопасности ООН 1101
Резолюция Совета Безопасности Организации Объединённых Наций 1101 (код — S/RES/1101), принятая 28 марта 1997 года, подтвердив свою обеспокоенность ситуацией в Албании, совет учредил в стране многонациональные силы защиты для создания условий, способствующих оказанию гуманитарной помощи.
Совет безопасности отметил, что ситуация в Албании, вызванная провалом крупномасштабной схемы Понци, ухудшилась, а Организация по безопасности и сотрудничеству в Европе (ОБСЕ) и Европейский союз пытаются найти мирное разрешение ситуации. Она была убеждена, что ситуация в Албании представляет угрозу миру и безопасности в регионе, что отражает опасения дипломатов по поводу распространения беспорядков на другие этнически албанские районы Балкан.
Резолюция, подготовленная Италией, осуждала вспышку насилия и призывала к немедленному прекращению военных действий. Некоторые страны предложили создать временные и ограниченные многонациональные силы защиты, чтобы облегчить доставку гуманитарной помощи и создать безопасные условия для международных гуманитарных организаций. Италия, которую особенно беспокоил отток албанцев в Италию, как это произошло в 1991 году, предложила возглавить эти силы. Затем Совет уполномочил государства в этой операции (операция «Альба») проводить операцию нейтрально и беспристрастно и, в соответствии с главой VII Устава ООН, далее поручил государствам обеспечить свободу передвижения и безопасность многонациональных сил.
Было решено, что операция продлится в течение трех месяцев и что её расходы будут нести страны, участвующие в ней. Странам, предоставляющим войска, было предложено каждые две недели докладывать Совету о консультациях между ним и правительством Албании и сотрудничать с властями страны.
Резолюция 1101 была принята 14 голосами при одном воздержавшемся члене — Китае, который заявил, что данная ситуация является внутренним делом Албании, но, учитывая просьбу Албании о помощи, не наложил вето на резолюцию.